# Khairul Idham Pawi

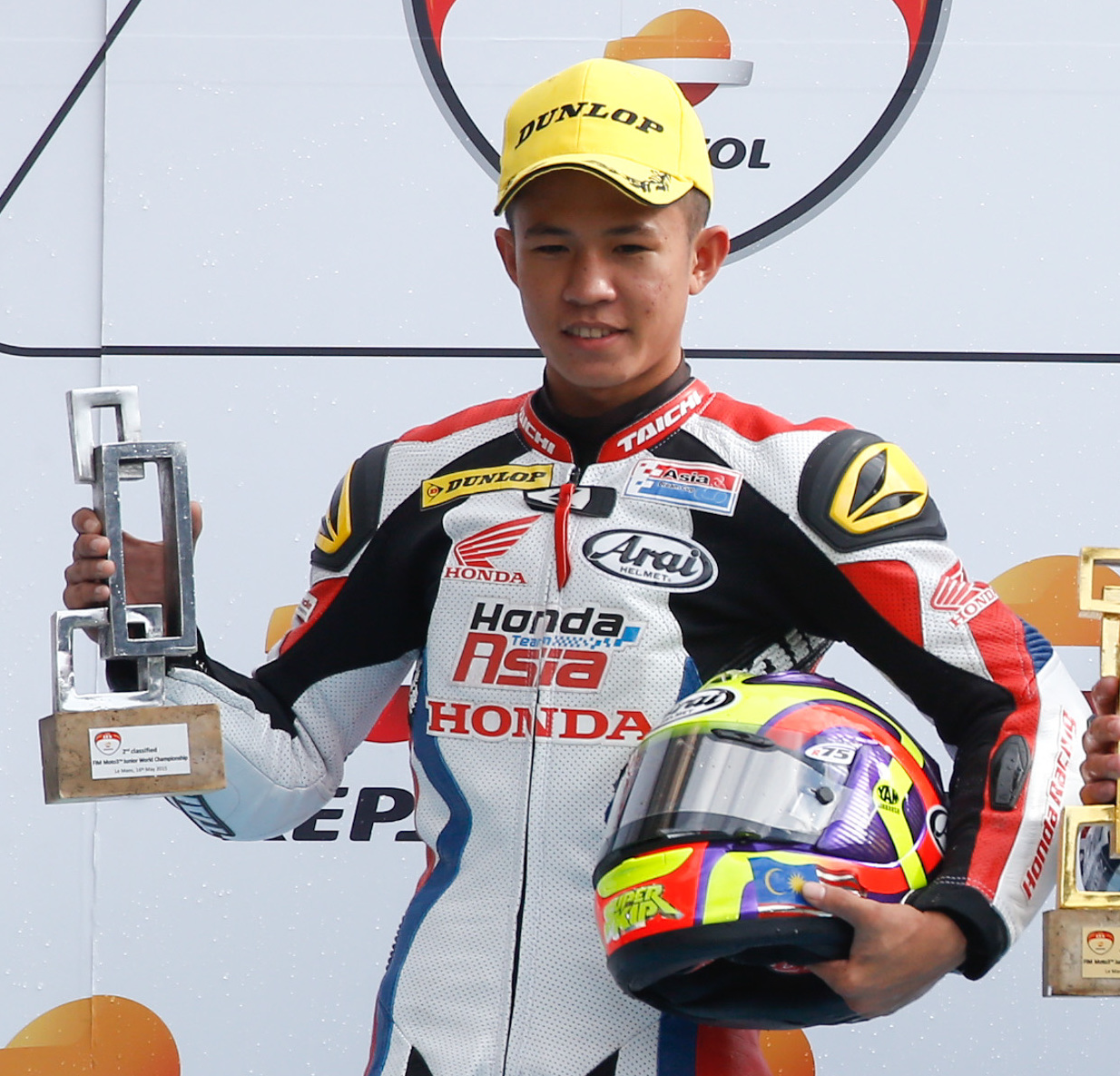
Imagem de Khairul Idham Pawi em 2015

Khairul Idham Pawi (Perak, 20 de setembro de 1998) é um motociclista malaio, que atualmente compete na Moto2 pela Idemitsu Honda Team Asia. 

## Carreira
Khairul Idham Pawi fez sua estreia na Moto3 em 2015, pela equipe Honda Team Asia. Na Moto2, tornou-se o primeiro piloto de seu país a vencer uma corrida na divisão intermediária, nos GPs da Argentina e da Alemanha de 2016.